# Унек, Уильям
Уильям Унек (англ. William Unek; род. около 1929 — 21 февраля 1957, Мванза) — серийный убийца угандийского происхождения.
Первую серию убийств совершил, по неустановленным причинам, в 1954 году в городке Махаги в Бельгийском Конго, убив топором 21 человека за два часа. Не был пойман и бежал на территорию соседней британской колонии Танганьика, где устроился на работу в полицию.
11 февраля 1957 года, вооружённый полицейской винтовкой и топором и одетый в полицейскую униформу, приступил ко второй серии убийств. В течение 12 часов убил 36 человек, в том числе свою жену, в деревне Малампака в 64 км от города Мванза. В последующие девять дней скрывался в окрестностях деревни, но в итоге был выдан полиции местным жителем, к которому зашёл в поисках еды. При задержании был тяжело ранен и умер в больнице Мванзы. Совершённое Унеком преступление считалось крупнейшим в истории Танганьики.